# ラインメタル Rh202
ラインメタル MK.20 Rh 202（Maschinenkanone 20 mm Rheinmetall）は、ドイツのラインメタル社が開発した20mm口径の機関砲。

## 概要
ラインメタル Rh 202は、ラインメタル社でライセンス生産していたイスパノ・スイザ HS.820をもとに開発された。使用弾薬はHS.820と同じNATO標準の20×139 mmで、この砲弾はフランスの20mm機関砲 F2などでも採用されていて、西欧の20mm口径弾としてはデファクトスタンダードとなっている。また、2方向から給弾できるようにして、複数弾種をすばやく切り替えて運用するという機構も採用されたが、この機構を省いて軽量化したモデルも生産されている。
ラインメタル Rh 202の開発は1962年に完了し、1960年代後半より西ドイツ陸軍（当時）に導入された。当初は牽引式の連装砲架と組み合わされ、低高度防空火力として使用されていたが、高速の攻撃機に対抗するには20mm口径弾では射程・威力が不足であることから、やがて防空用途にはあまり使用されなくなった。その一方で、Rh 202は、大口径砲より軽量だが重機関銃より長射程の地対地火力として注目されるようになり、AMX-10P歩兵戦闘車と並んで西側歩兵戦闘車の嚆矢となったマルダー歩兵戦闘車に搭載され、その主武装として有名になった。また、Rh 202は偵察用のルクスや空挺部隊向けのヴィーゼル空挺戦闘車にも搭載される。
その後、1974年より、Rh 202は西ドイツ海軍（当時）においても就役しはじめた。Rh 202は近距離での対舟艇火力として注目され、単装の簡易マウントと組み合わされて、大型艦の副武装、あるいは小型艇の主武装として搭載された。
Rh 202は傑作機関砲として、ドイツ本国のほか、アメリカなどNATO 20ヶ国で採用された。また、日本の陸上自衛隊も、73式装甲車の歩兵戦闘車型に搭載することを検討したが、予算上の問題により、歩兵戦闘車型の開発そのものが頓挫している。
また連装砲架型は航空自衛隊において1970年代、M55対空機関銃の後継機種選定のため数台が輸入されて千歳基地で試験運用が行われたが、VADSが採用された。そのうち1台が2015年現在浜松広報館において展示されている。

## ギャラリー

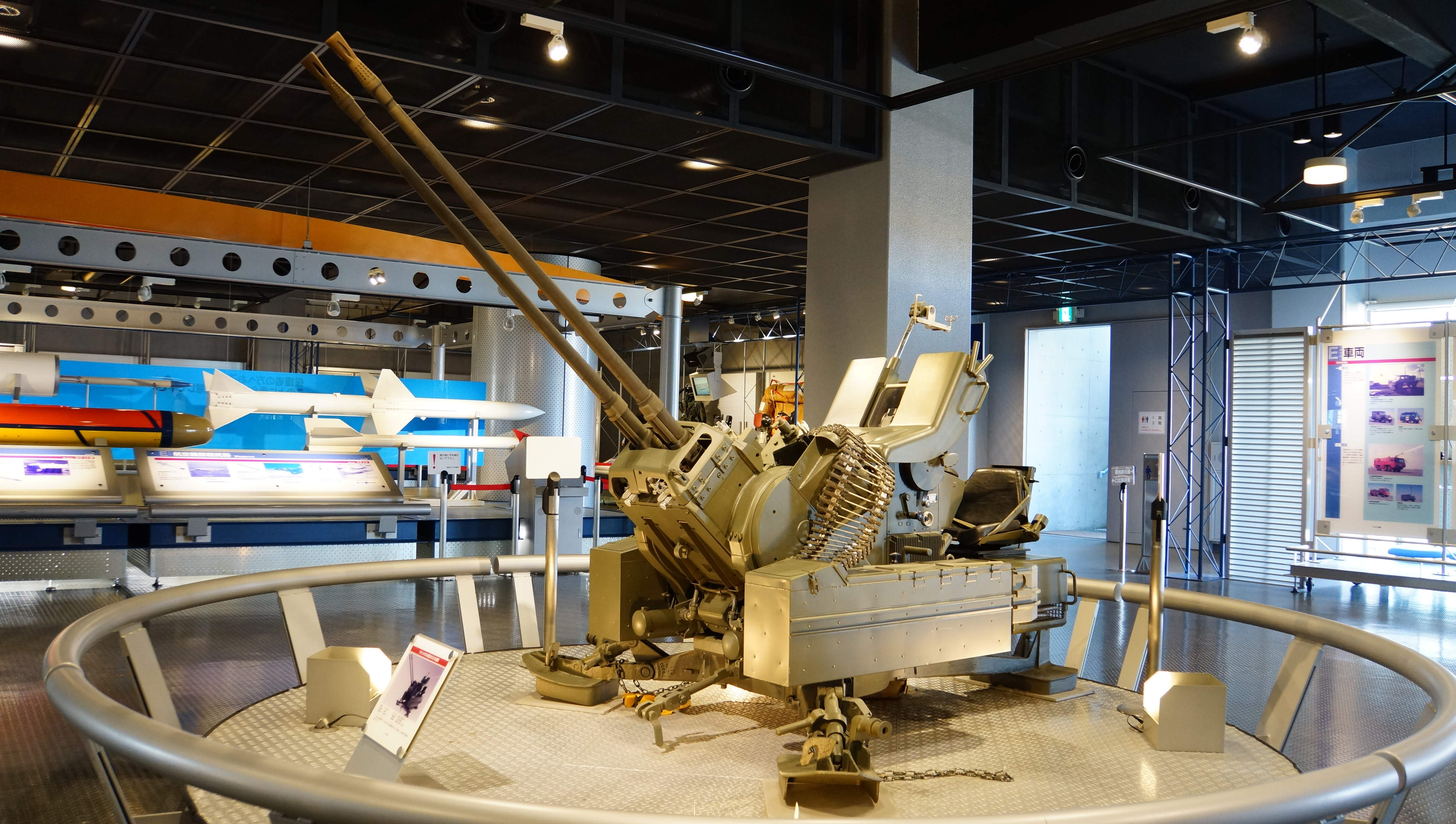
浜松基地広報館にて展示されている、Rh202の連装対空砲型。
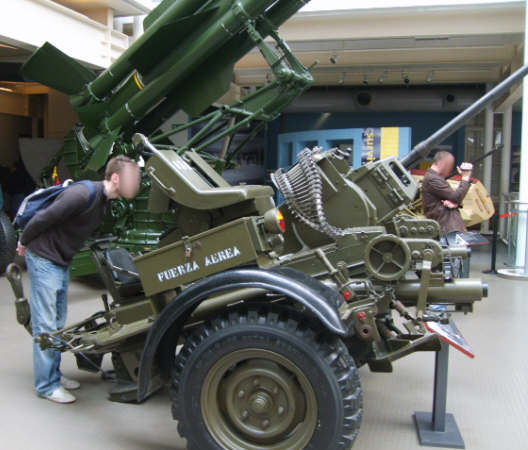
帝国戦争博物館にて展示される、けん引用二輪を取り付けたRh202連装対空砲。（フォークランド紛争にて鹵獲した、元アルゼンチン空軍装備品。）